# Kapitänshäuser Vegesack
Die dreizehn Kapitänshäuser Vegesack in Bremen-Vegesack, Ortsteil Vegesack, Weserstraße 22 bis 32, stammen aus dem 19. Jahrhundert. 
Die Gebäude stehen seit 1984 unter Bremischem Denkmalschutz.

## Geschichte
Seit 1623 besteht der Vegesacker Hafen. Die zunehmende Versandung der Weser erschwerte und verhinderte schließlich den Schiffsverkehr nach Bremen. So gewann der Hafen zunehmende Bedeutung. Die wohlhabenden Kapitäne bauten an der Weserstraße und Umgebung ihre Häuser, während die Kaufleute und Reeder im 19. Jahrhundert ihre Villen in der Bremer Altstadt und zunächst an der Contrescarpe und dann im vorderen Schwachhausen errichteten. Nach der Gründung Bremerhavens (1827) und nach der Weserkorrektion (bis 1895) verlor der Hafen an Bedeutung.

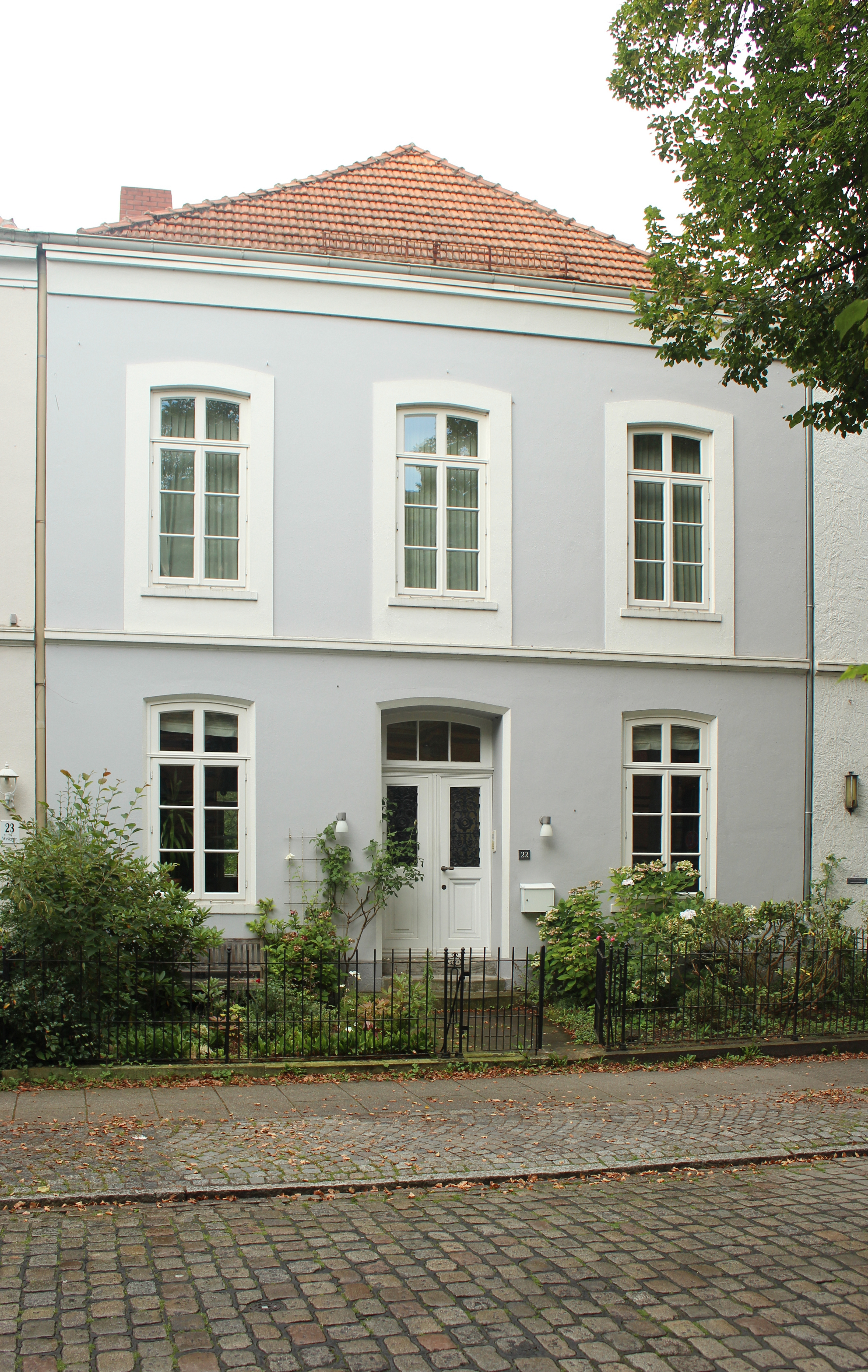
Nr. 22: Haus Kapitän Lauer

### Die Häuser
Die ein- und zweigeschossigen verputzten klassizistischen Wohnhäuser wurden von Anfang bis zur Mitte des 19. Jahrhunderts gebaut.
- Haus Kapitän Lauer, Weserstraße 22, von um 1860; Kapitän Friedrich Wilhelm Rickleff Lauer
- Wohnhaus Weserstraße 23 von um 1860; früher Haus von Realschullehrer Carl Vettkötter
- Haus Kapitän Schilling, Weserstraße 24 von um 1840; Kapitän Diedrich Schilling (* 1820, „Flying Schilling“)[3]
- Wohnhaus Weserstraße 25 von 1801/1850; Haus von Kapitän Claus Ruyter, später Haus von Dr. med. Georg Wilmanns
- Haus Kapitän Behring, Weserstraße 26 von um 1865 nach Plänen von Heinrich Müller für Kapitän Johann Hinrich Behring
- Wohnhaus  Weserstraße 26A von um 1865 nach Plänen von Heinrich Müller für Schiffssteuermann Carl Dewers
- Haus Kapitän Hollmann, Weserstraße 27 von um 1865; Kapitän Bernhard Hollmann
- Haus Kapitän Vespermann, Weserstraße 27A von um 1860; Kapitän Carl August Vespermann
- Wohnhaus Weserstraße 28 von um 1890 ?
- Wohnhaus Weserstraße 29 von um 1840
- Haus Kapitän Hilken, Weserstraße 30, von um 1850; Kapitän und Reeder Hinrich Hilken
- Wohnhaus Weserstraße 31 von 1801/1850; hier wohnte von 1904 bis 1920 der Lehrer und Heimatforscher Diedrich Steilen
- Wohnhaus Weserstraße 32, Kimmstraße von um 1850; hier stand bis zur Neuanlage der Kimmstrasse um 1840 das Haus von Albrecht Wilhelm Roth

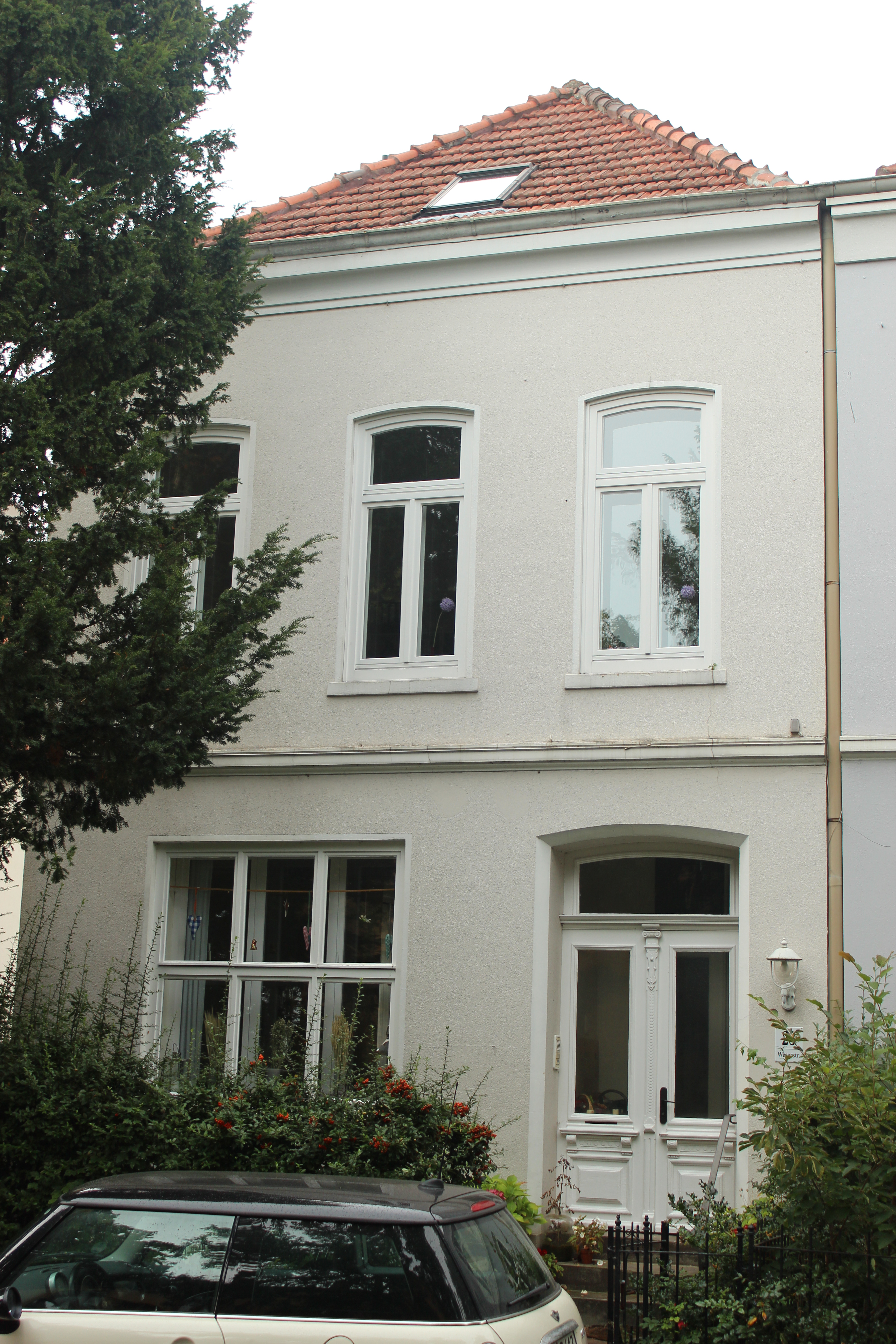
Nr. 23
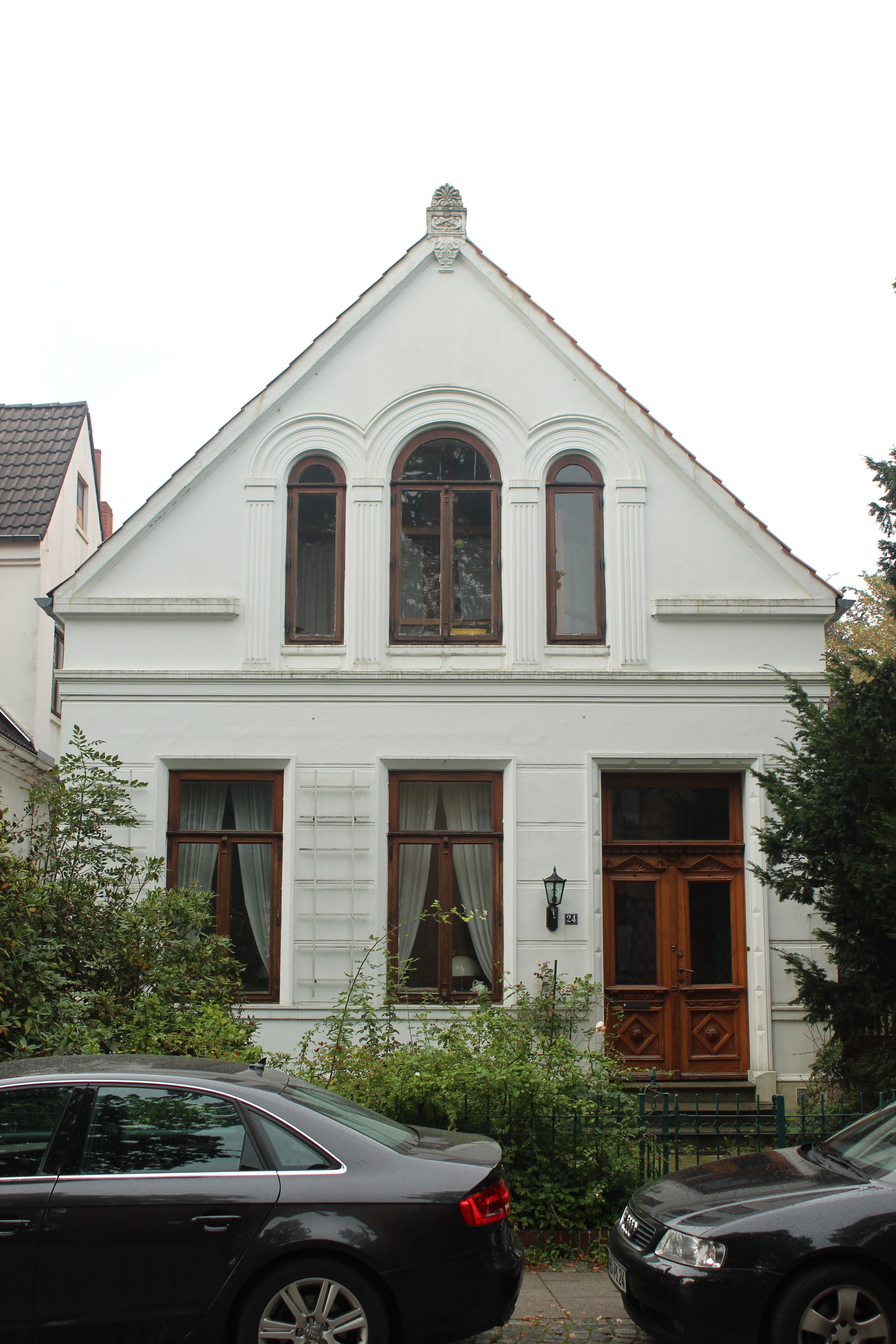
Nr. 24
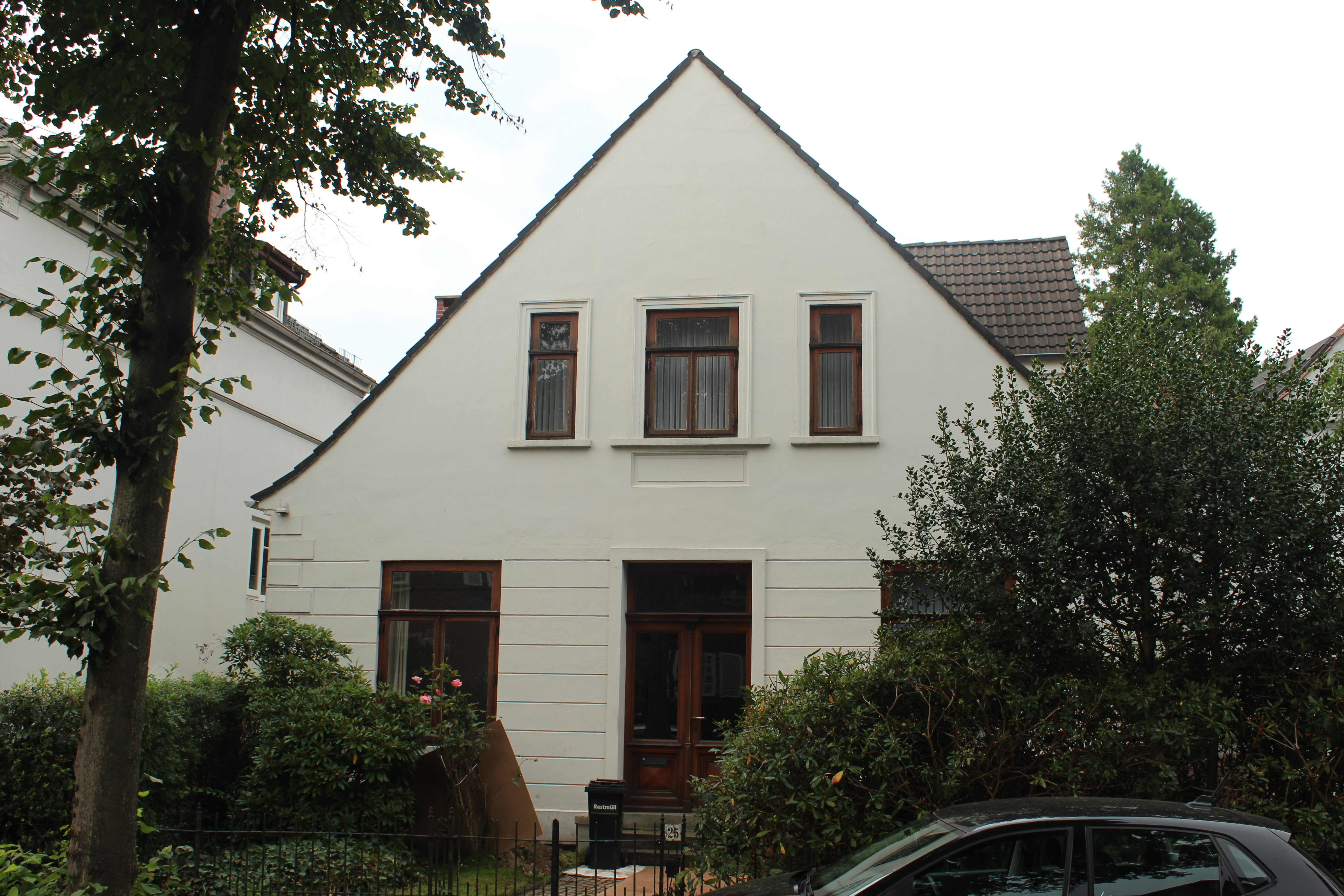
Nr. 25
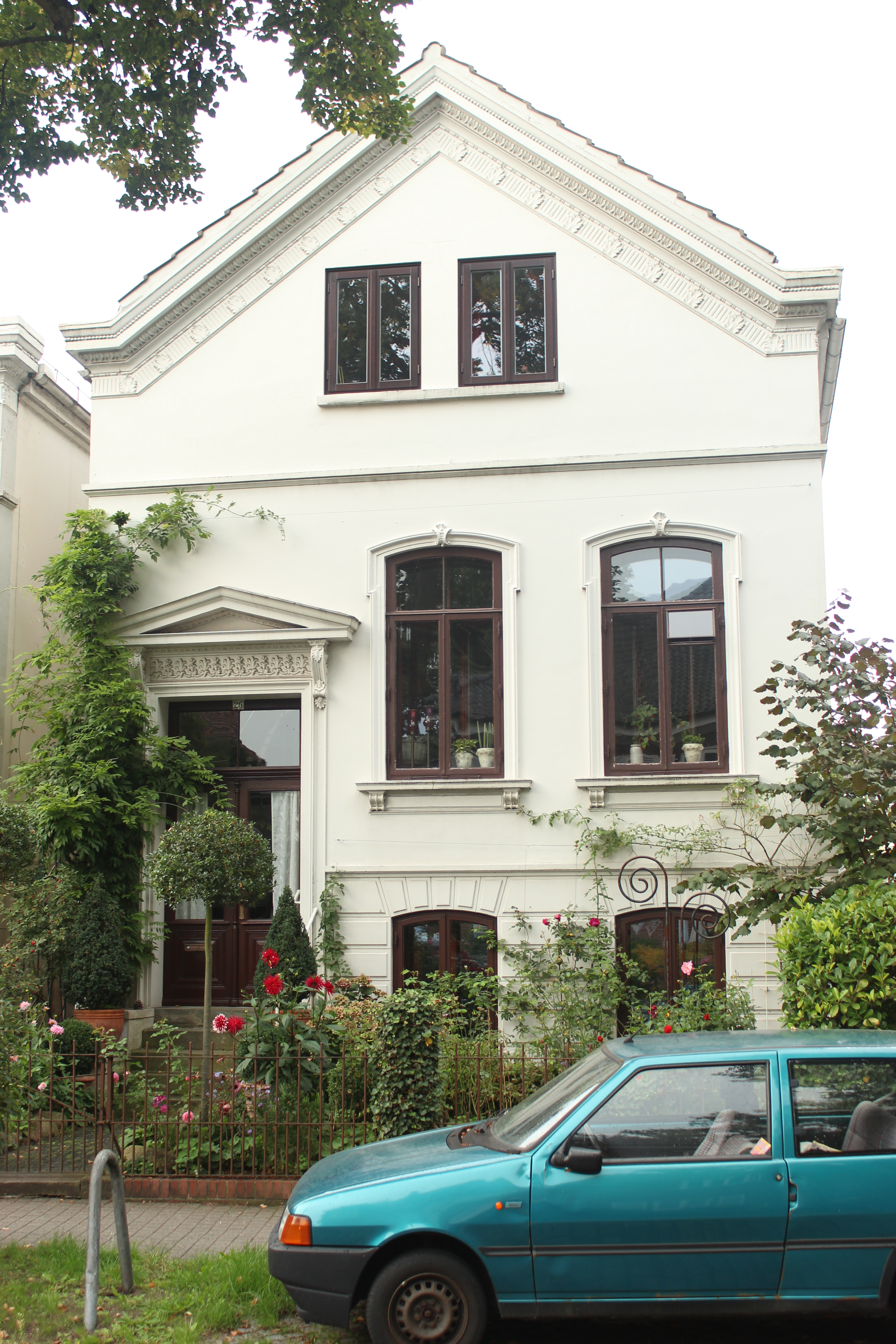
Nr. 26
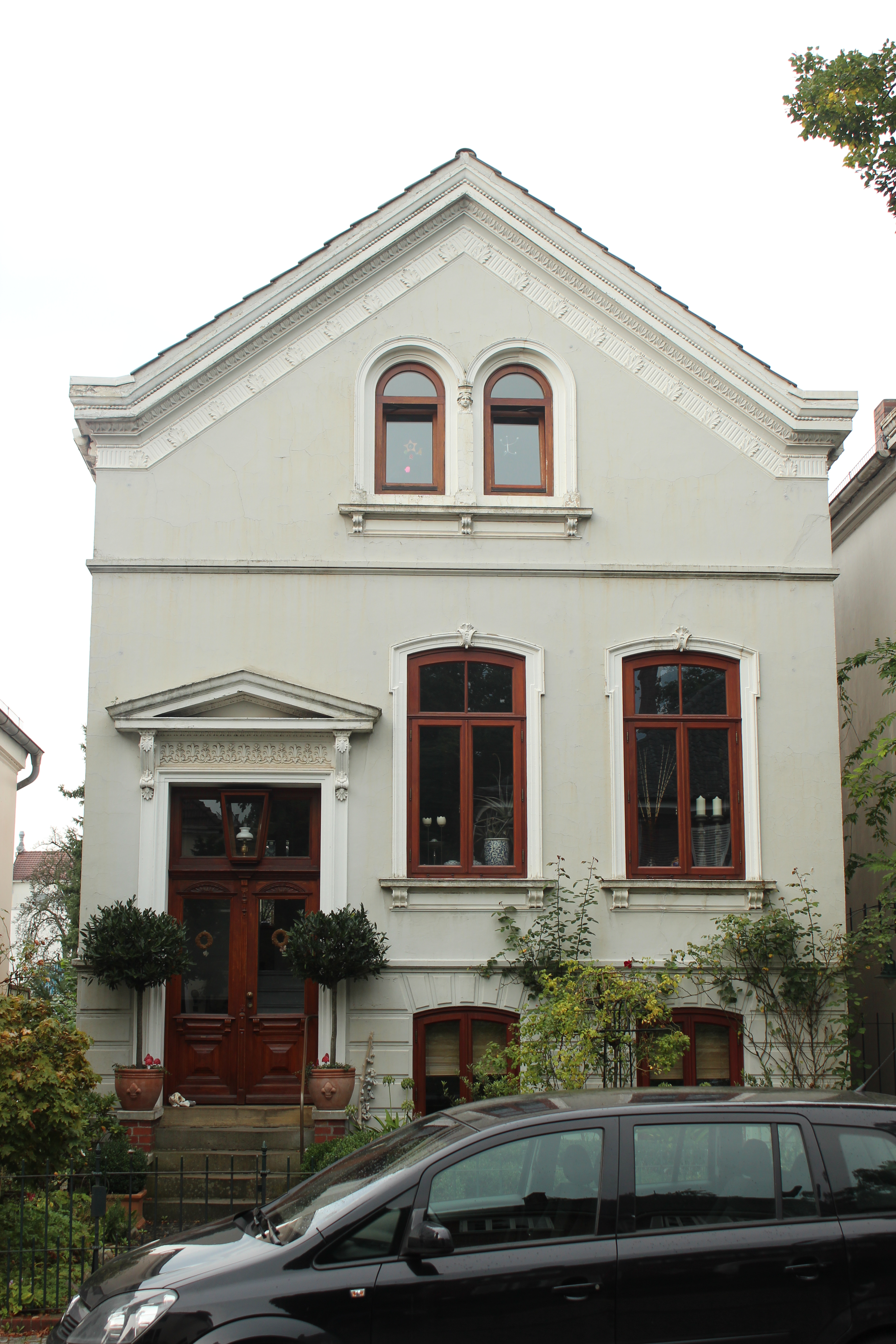
Nr. 26a
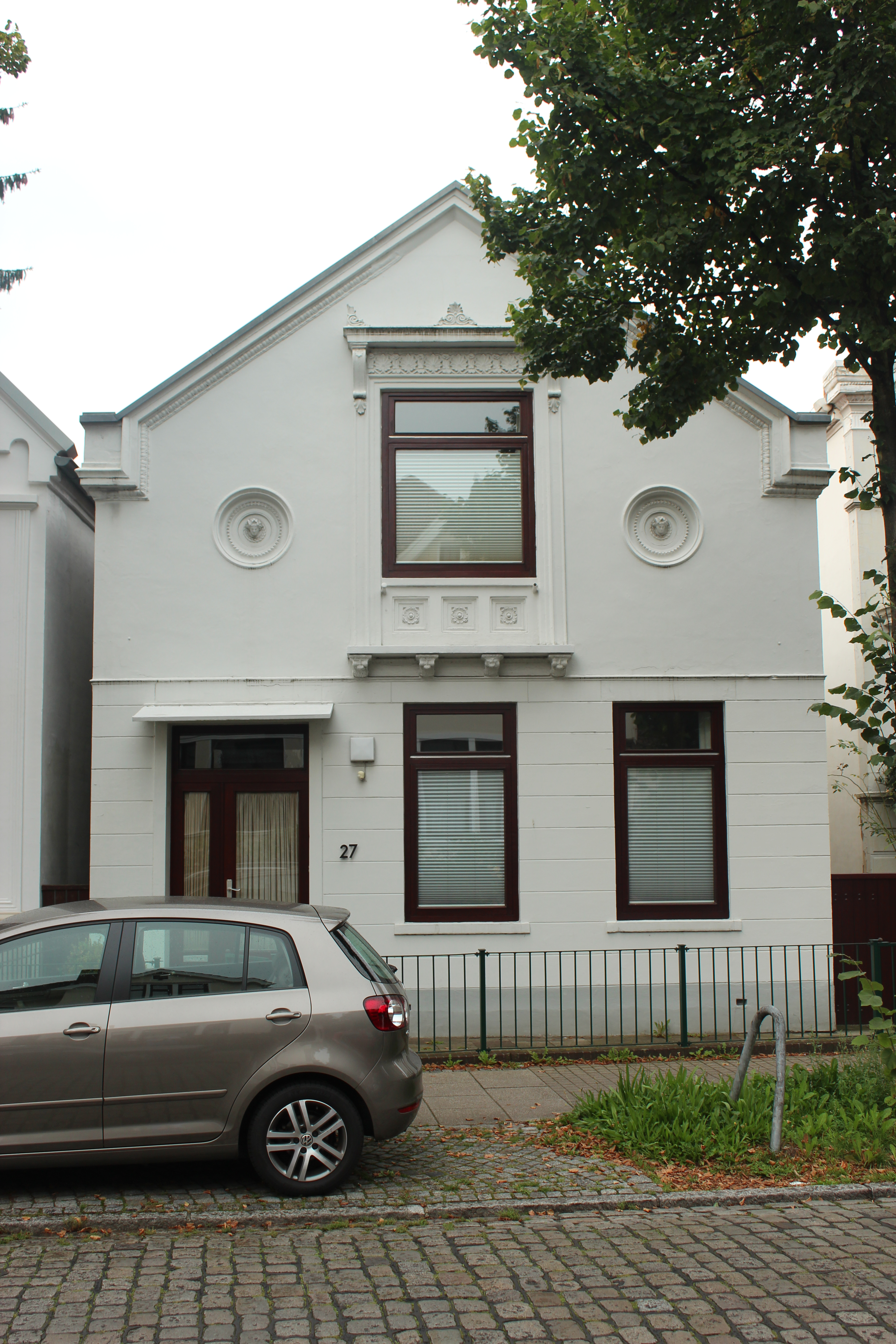
Nr. 27
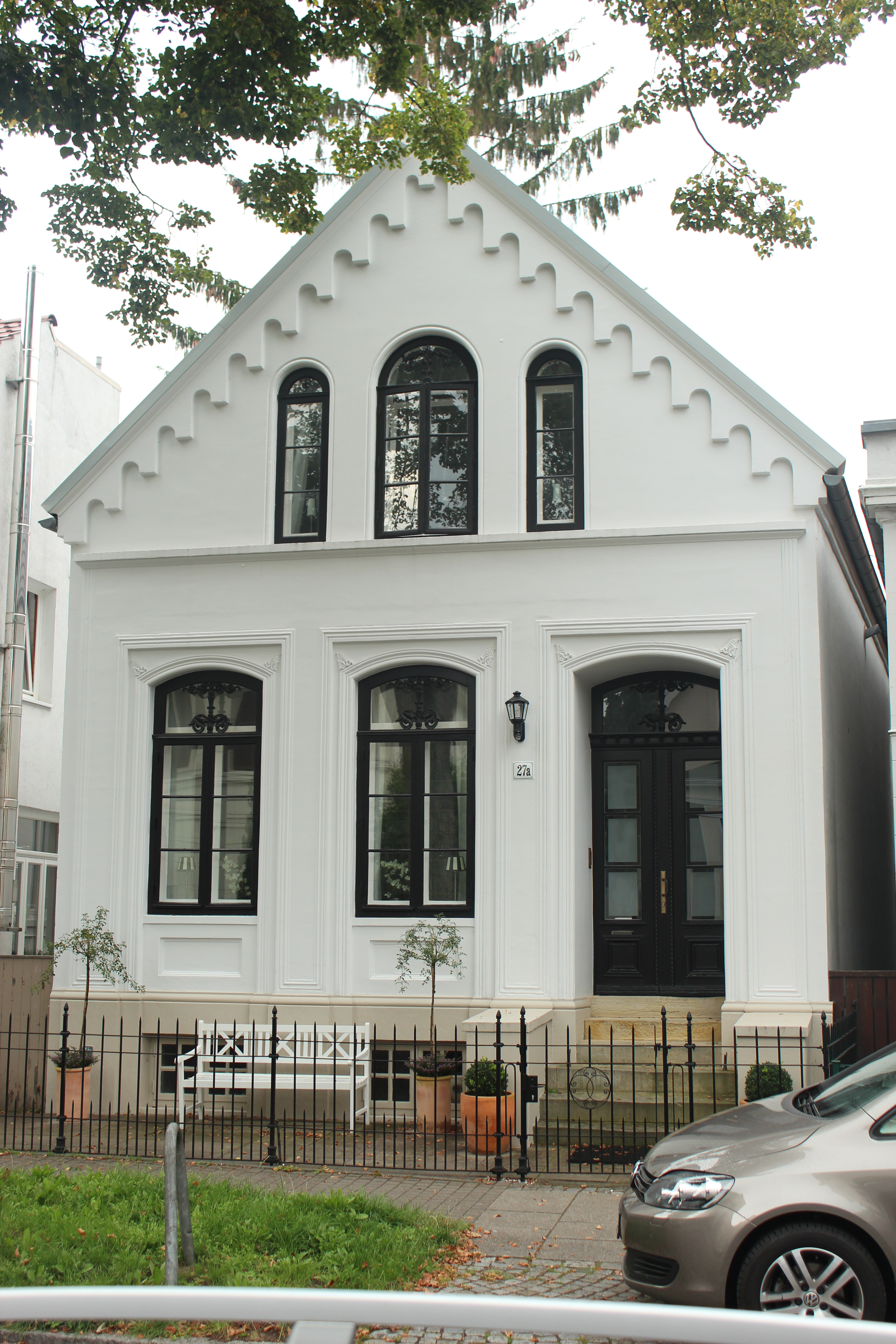
Nr. 27a
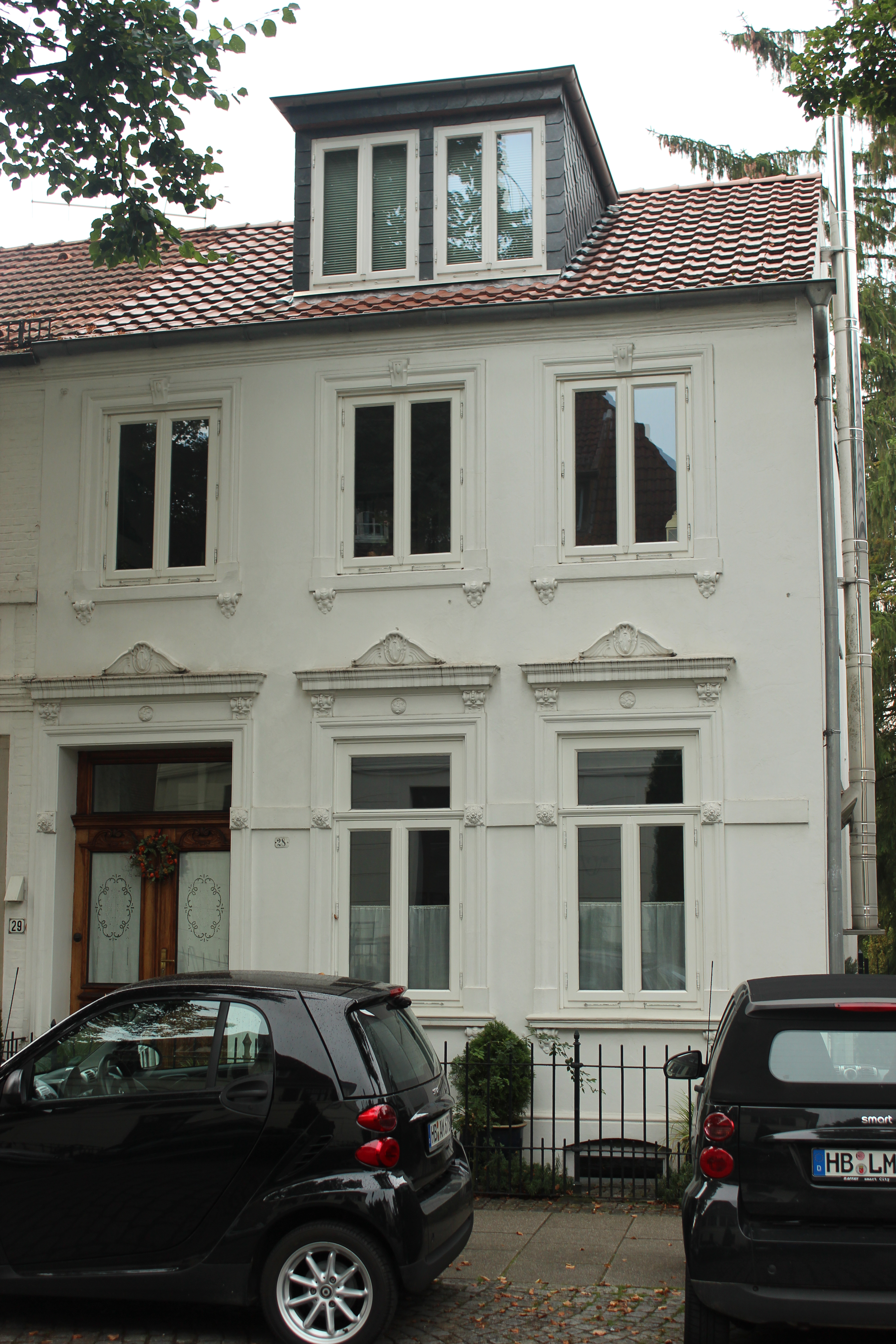
Nr. 28
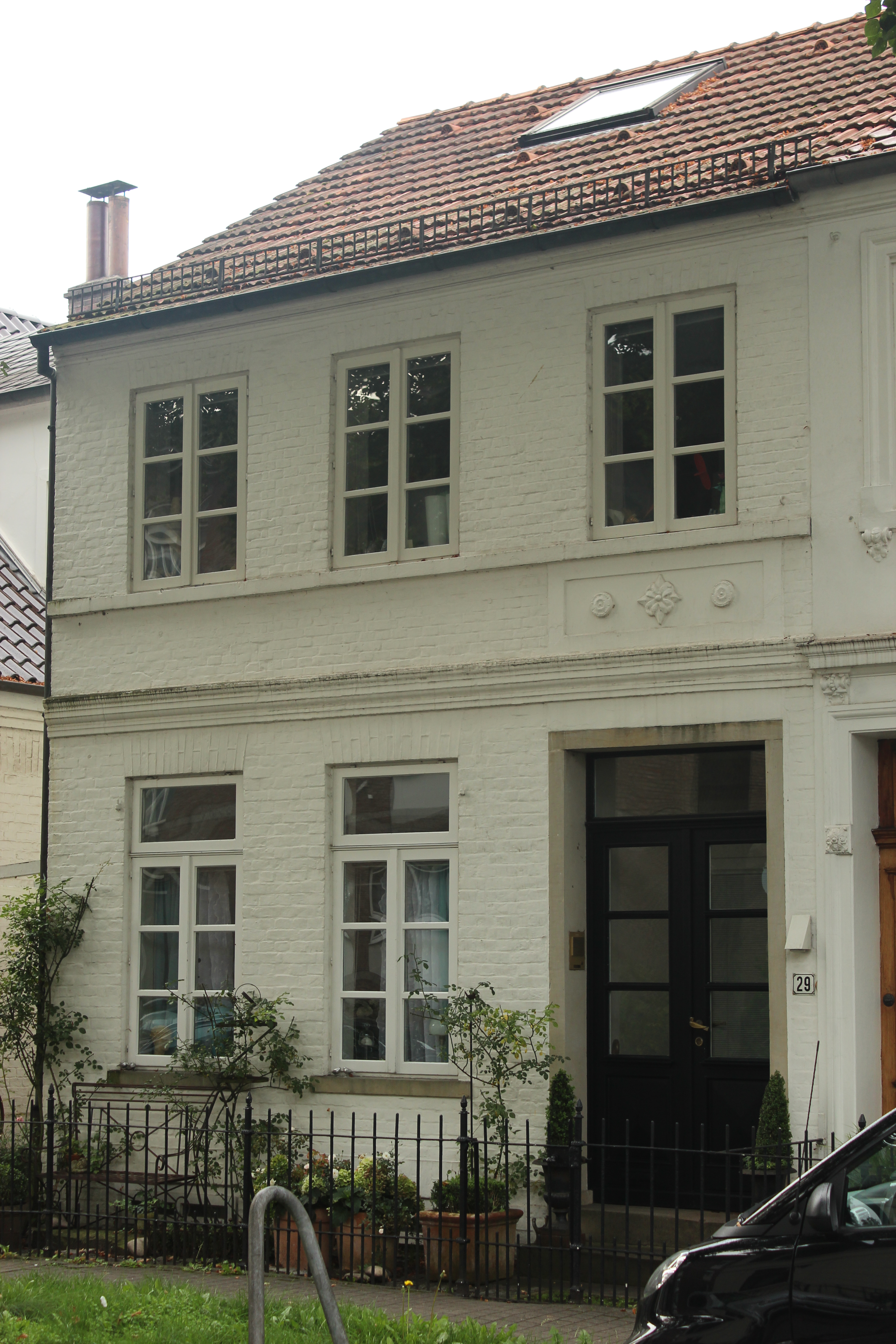
Nr. 29
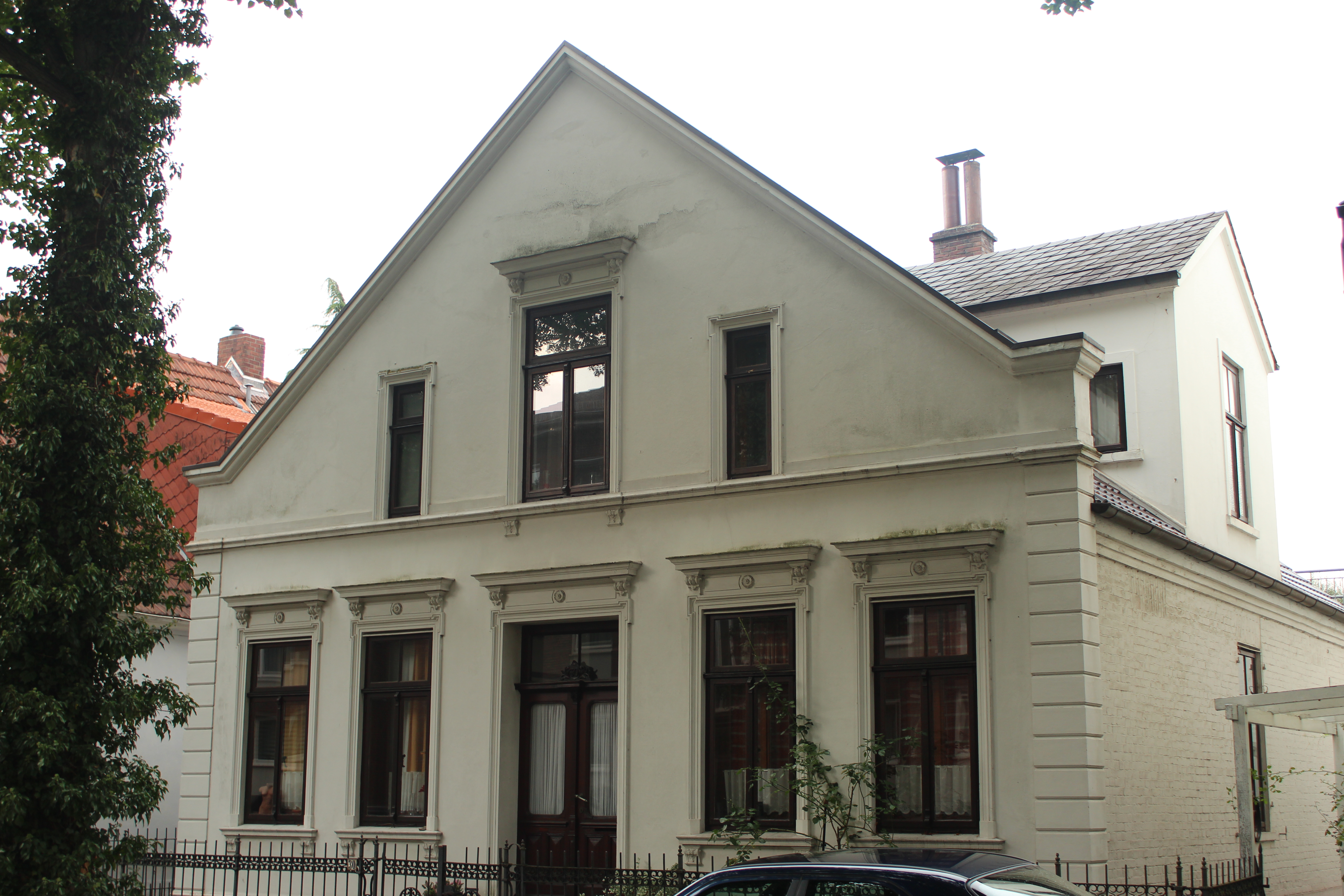
Nr. 30
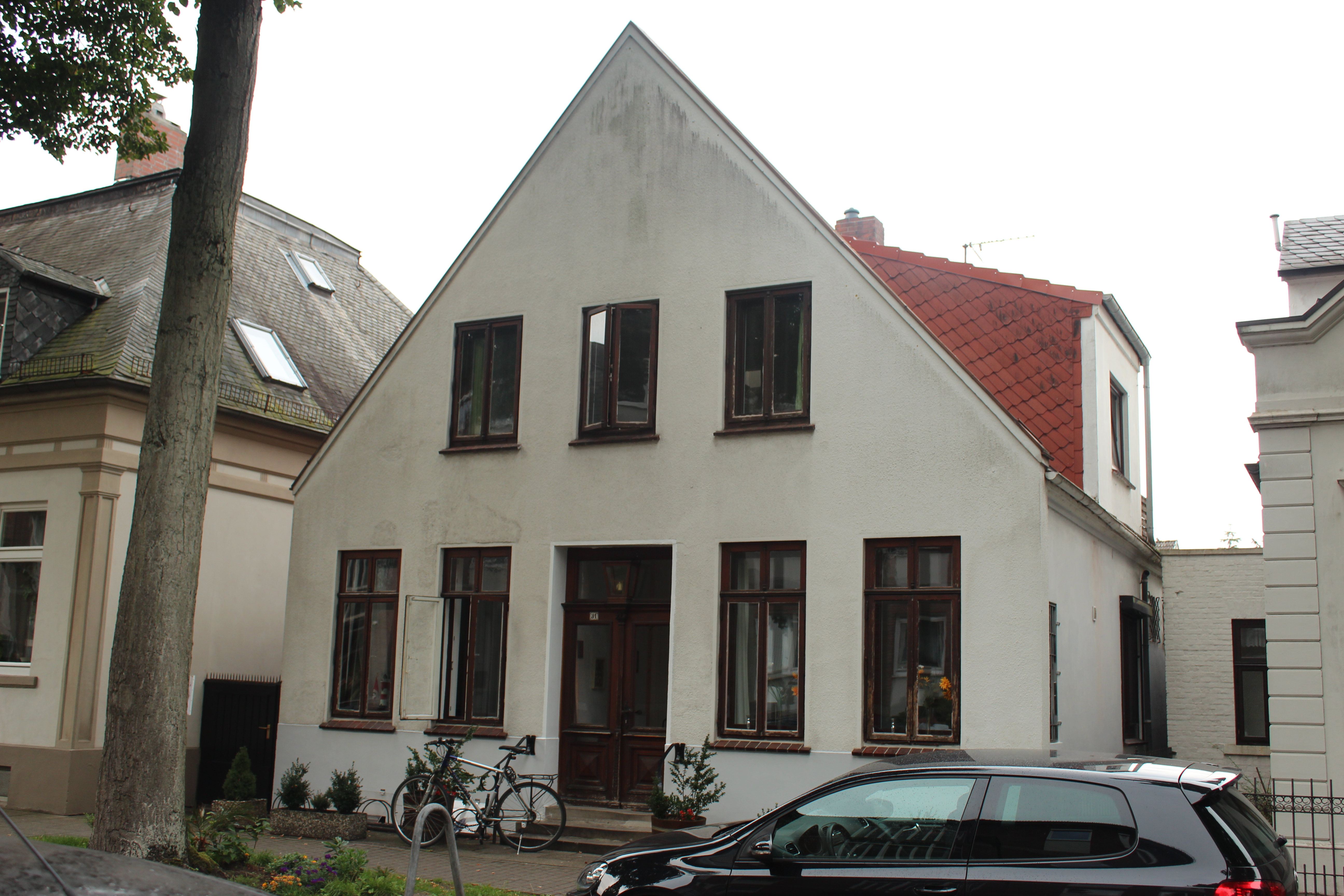
Nr. 31
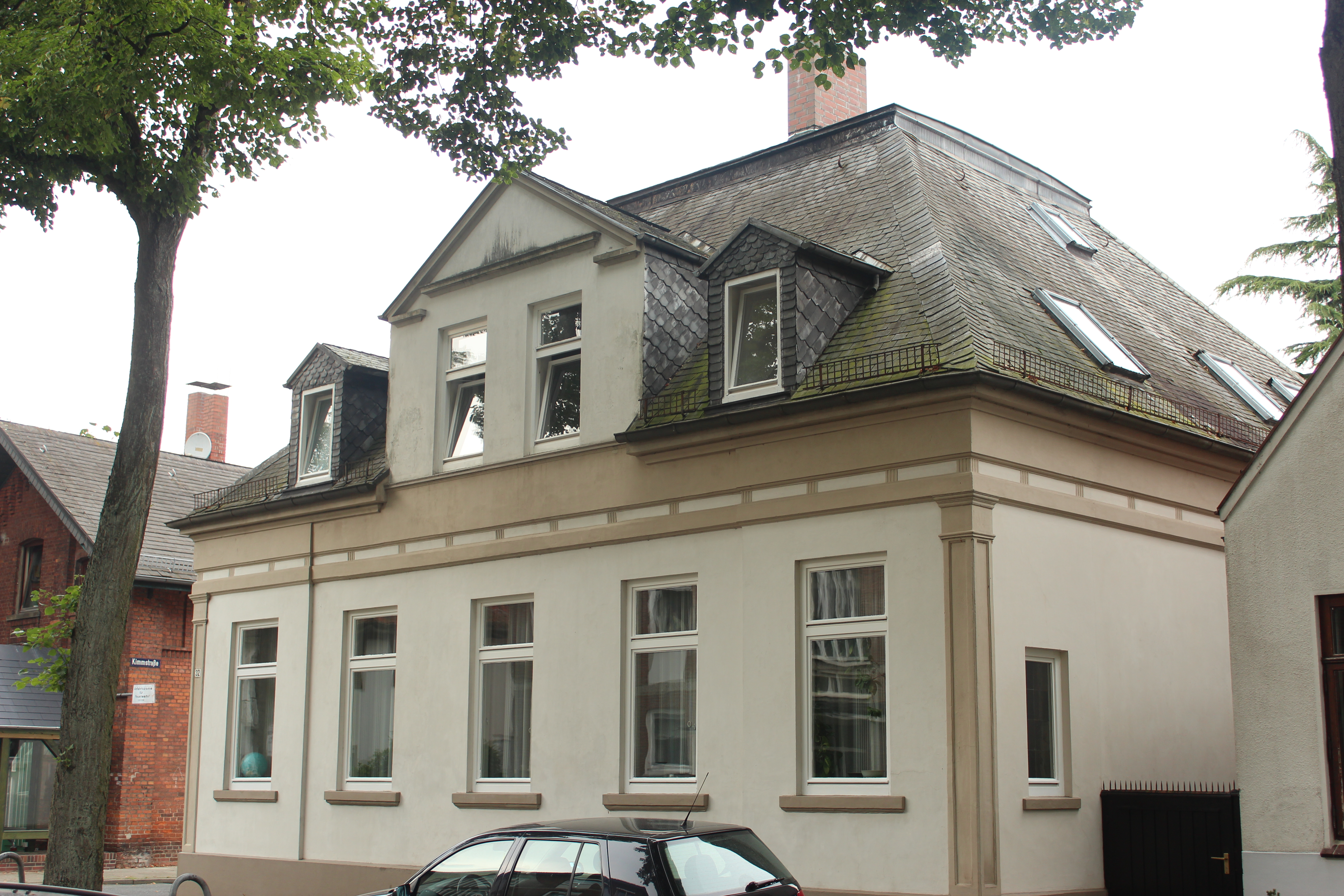
Nr. 32